# 梅兹任斯科耶市镇
梅兹任斯科耶市镇（俄语：Муниципальное образование Мезженское）是俄罗斯联邦沃洛格达州乌斯秋日纳区所属的一个市镇。其下辖有15个居民点，行政中心为多洛茨科耶。据2015年统计，该市镇的人口为579人。